# Koo Kyo-hwan
Koo Kyo-hwan (hangul: 구교환; hanja: 具敎煥; rr: Gu Gyo-hwan; MR: Ku Kyo-hwan; 14 de dezembro de 1982) é um ator e diretor de cinema sul-coreano conhecido por seu papel nos filmes Jane (2016), Peninsula (2020) e Escape from Mogadishu (2021). Ele também conquistou maior reconhecimento por sua atuação na série D.P. (2021) da Netflix. 

## Filmografia

### Como ator

#### Filmes
| Ano  | Título                             | Papel                    | Notas                   | Ref.  |
| ---- | ---------------------------------- | ------------------------ | ----------------------- | ----- |
| 2009 | Castaway on the Moon               | Homem de utilidades nº 1 |                         |       |
| 2012 | A Werewolf Boy                     | Homem engessado          |                         |       |
| 2014 | Romance in Seoul                   | Gi-cheol/Gyo-hwan        |                         |       |
| 2015 | Now Playing                        | Goo Gyo-hwan             |                         |       |
| 2016 | Beaten Black and Blue              | Gyo-hwan                 |                         |       |
| 2017 | Jane                               | Jane                     |                         | [ 3 ] |
| 2018 | Maggie                             | Lee Sung-won             |                         |       |
| 2020 | Peninsula                          | Capitão Seo              |                         |       |
| 2021 | Escape from Mogadishu              | Tae Joon-gi              |                         | [ 4 ] |
| 2022 | A Glimpse at Lee Hyo-ri            | Irmão mais velho         | Curta-metragem da TVING | [ 5 ] |
| 2023 | Kill Boksoon                       | Han Hee-seong            | Filme da Netflix        | [ 6 ] |
| ASA  | Escape                             | Ri Hyeon-sang            |                         | [ 7 ] |
| ASA  | New Humanity War: Resurrection Man | Seok-hwan                |                         | [ 8 ] |
| ASA  | Finding the King                   | Kim Do-jin               |                         | [ 9 ] |

#### Séries de televisão
| Ano  | Título                      | Papel         | Notas             | Ref.   |
| ---- | --------------------------- | ------------- | ----------------- | ------ |
| 2016 | Dance From Afar             | Sin Pa-rang   | Especial de Drama |        |
| 2022 | Uma Advogada Extraordinária | Bang Gu-ppong | Cameo (Ep. 9)     | [ 10 ] |

#### Webséries
| Ano           | Título                      | Papel         | Notas          | Ref.          |
| ------------- | --------------------------- | ------------- | -------------- | ------------- |
| 2021          | Kingdom: Ashin of the North | Ai Da Gan     |                | [ 11 ]        |
| 2021–presente | D.P.                        | Han Ho-yul    | Temporadas 1–2 | [ 12 ] [ 13 ] |
| 2022          | Monstrous                   | Jeong Ki-hoon |                | [ 14 ]        |
| 2023          | One Day Off                 | Lee Chang-jin | Cameo          | [ 15 ] [ 16 ] |
| ASA           | Parasite: The Grey          | Seol Kang-woo |                | [ 17 ]        |

### Como diretor e roteirista
- Turtles (curta-metragem, 2011) – Diretor
- Where is My DVD? (curta-metragem, 2013) – Diretor
- Welcome to My Home (curta-metragem, 2013) – Diretor
- Love Docu (curta-metragem, 2014) – Diretor
- After School (curta-metragem, 2015) – Diretor
- Fly to the Sky (curta-metragem, 2015) – Diretor
- Now Playing (2015) - também creditado como roteirista, produtor, editor de filmagem e de roteiro [18]
- Girls on Top (curta-metragem, 2017) – Diretor
- Maggie (2018) - roteirista, mas também creditado como editor de filmagem

## Prêmios e indicações
| Cerimônia de premiação            | Ano  | Categoria                               | Nomeado/ Trabalho                                  | Resultado | Ref.          |
| --------------------------------- | ---- | --------------------------------------- | -------------------------------------------------- | --------- | ------------- |
| APAN Star Awards                  | 2022 | Prêmio de Excelência, Ator em Drama OTT | D.P.                                               | Indicado  | [ 19 ]        |
| Baeksang Arts Awards              | 2018 | Melhor Ator Revelação - Filme           | Jane                                               | Venceu    | [ 20 ]        |
| Baeksang Arts Awards              | 2021 | Melhor Ator Coadjuvante - Filme         | Peninsula                                          | Indicado  | [ 21 ]        |
| Baeksang Arts Awards              | 2022 | Melhor Ator Coadjuvante - Filme         | Escape from Mogadishu                              | Indicado  | [ 22 ]        |
| Baeksang Arts Awards              | 2022 | Melhor Ator Revelação - Televisão       | D.P.                                               | Venceu    | [ 23 ]        |
| Blue Dragon Film Awards           | 2017 | Melhor Ator Revelação                   | Jane                                               | Indicado  | [ 24 ]        |
| Blue Dragon Film Awards           | 2021 | Melhor Ator Coadjuvante                 | Escape from Mogadishu                              | Indicado  | [ 25 ]        |
| Blue Dragon Film Awards           | 2021 | Prêmio Estrela Popular                  | Escape from Mogadishu                              | Venceu    | [ 26 ]        |
| Blue Dragon Series Awards         | 2022 | Melhor Ator Revelação                   | D.P.                                               | Venceu    | [ 27 ]        |
| Buil Film Awards                  | 2017 | Melhor Ator Revelação                   | Jane                                               | Venceu    | [ 28 ]        |
| Buil Film Awards                  | 2020 | Melhor Ator Coadjuvante                 | Peninsula                                          | Indicado  | [ 29 ]        |
| Buil Film Awards                  | 2021 | Melhor Ator Coadjuvante                 | Escape from Mogadishu                              | Indicado  | [ 30 ]        |
| Busan International Film Festival | 2016 | Ator do Ano                             | Jane                                               | Venceu    | [ 31 ]        |
| Busan Film Critics Awards         | 2017 | Melhor Ator Revelação                   | Jane                                               | Venceu    | [ 32 ]        |
| Chunsa Film Art Awards            | 2017 | Melhor Ator Revelação                   | Beaten Black and Blue                              | Venceu    | [ 33 ]        |
| Chunsa Film Art Awards            | 2018 | Melhor Ator Coadjuvante                 | Jane                                               | Indicado  | [ 34 ]        |
| Chunsa Film Art Awards            | 2021 | Melhor Ator Coadjuvante                 | Peninsula                                          | Indicado  | [ 35 ]        |
| Chunsa Film Art Awards            | 2022 | Melhor Ator Coadjuvante                 | Escape from Mogadishu                              | Indicado  | [ 36 ]        |
| Cine 21 Awards                    | 2021 | Melhor Ator do Ano                      | D.P., Kingdom: Ashin of the North                  | Venceu    | [ 37 ]        |
| Director's Cut Awards             | 2019 | Melhor Ator Revelação                   | Maggie                                             | Indicado  | [ 38 ]        |
| Director's Cut Awards             | 2022 | Melhor Ator em Série                    | D.P.                                               | Venceu    | [ 39 ] [ 40 ] |
| Director's Cut Awards             | 2022 | Melhor Ator Revelação em Série          | D.P.                                               | Indicado  | [ 39 ] [ 40 ] |
| Director's Cut Awards             | 2022 | Melhor Ator Revelação em Filme          | Peninsula                                          | Venceu    | [ 39 ] [ 40 ] |
| Kino Lights Awards                | 2021 | Ator do Ano (Nacional)                  | Escape from Mogadishu, Kingdom: Ashin of the North | 1° Lugar  | [ 41 ]        |
| Wildflower Film Awards            | 2017 | Melhor Ator Revelação                   | Beaten Black and Blue                              | Indicado  | [ 42 ]        |